# Hoa hậu Toàn cầu 2025
Hoa hậu Toàn cầu 2025 là cuộc thi Hoa hậu Toàn cầu lần thứ 11 được tổ chức tại MCC Hall, The Mall Lifestore Ngamwongwan, Nonthaburi, Băng Cốc, Thái Lan. Đêm bán kết được tổ chức vào ngày 7 tháng 3 năm 2025 và đêm chung kết được diễn ra vào ngày 9 tháng 3 năm 2025. Cô Ashley Melendez đến từ Puerto Rico đã trao lại vương miện cho người kế nhiệm là cô Nguyễn Đình Như Vân đến từ Việt Nam.

## Kết quả
Thứ hạng
| Thứ hạng              | Thí sinh |
| --------------------- | --- |
| Hoa hậu Toàn cầu 2025 | - Việt Nam – Nguyễn Đình Như Vân |
| Á hậu 1               | - Jamaica – Keri-Ann Greenwood |
| Á hậu 2               | - Puerto Rico – Ediris Rivera |
| Á hậu 3               | - Hoa Kỳ – Lindsay Becker |
| Á hậu 4               | - Philippines – Xena Ramos |
| Top 12                | - Belarus – Darya Hancharevich - Séc – Jana Marvanova § - Ecuador – Juliana Robles - Indonesia – Baby Kristami - Nhật Bản – Kiko Uchizone ∆ - Thụy Sĩ – Jordena Lajci - Venezuela – Andrea Del Val                                            |
| Top 20                | - Bolivia – Tamara Salazar - Canada – Kristiyana Yordanova - Ấn Độ – Sweezal Furtado - Hàn Quốc – Yeseul Park - Malaysia – Eshwinder Kaur - Hà Lan – Lianne Raukema - Samoa – Nicolina Ah Kuoi - Thái Lan – Bella Pawita - UAE – Douaa Hamdan |

Ghi chú:
§ – Được bình chọn vào Top 12 bởi Giải thưởng Lựa chọn của Công chúng
∆ – Được bình chọn vào Top 12 bởi Giải thưởng Sisterhood

### Thứ tự công bố
| 1. Hà Lan 2. Bolivia 3. Venezuela 4. UAE 5. Ấn Độ 6. Ecuador 7. Canada 8. Puerto Rico 9. Việt Nam 10. Jamaica 11. Hoa Kỳ 12. Indonesia 13. Séc 14. Samoa 15. Hàn Quốc 16. Belarus 17. Malaysia 18. Philippines 19. Thái Lan 20. Thụy Sĩ | 1. Hoa Kỳ 2. Ecuador 3. Jamaica 4. Việt Nam 5. Philippines 6. Belarus 7. Venezuela 8. Indonesia 9. Thụy Sĩ 10. Puerto Rico 11. Séc 12. Nhật Bản | 1. Hoa Kỳ 2. Jamaica 3. Philippines 4. Puerto Rico 5. Việt Nam |

## Giải thưởng đặc biệt
Sau lễ đăng quang, các giải thưởng đặc biệt đã được trao cho các thí sinh thể hiện sự tận tụy và niềm đam mê của mình đối với tổ chức Hoa hậu Toàn cầu.
| Giải thưởng                 | Thí sinh                       |
| --------------------------- | ------------------------------ |
| Trang phục dân tộc đẹp nhất | - Sri Lanka – Sanduni Fernando |
| People's Choice Award       | - Séc – Jana Marvanova         |
| Hoa hậu Thân thiện          | - Tunisia – Nada Ouji          |
| Trang phục dạ hội đẹp nhất  | - Trung Quốc – Lizi Qi         |
| Sisterhood Award            | - Nhật Bản – Kiko Uchizone     |
| Video giới thiệu hay nhất   | - Ấn Độ – Sweezal Furtado      |

## Thí sinh tham gia
| Quốc gia/Vùng lãnh thổ | Thí sinh                  |
| ---------------------- | ------------------------- |
| Úc                     | Hannah Swart              |
| Azerbaijan             | Deniz Ismiyeva            |
| Bangladesh             | Humayra Binte Shahjahan   |
| Belarus                | Hancharevich Darya        |
| Bỉ                     | Lore Ven                  |
| Bolivia                | Tamara Salazar            |
| Brasil                 | Anna Martins              |
| Campuchia              | Khon KreyKhouch           |
| Canada                 | Kristiyana Yordanova      |
| Chile                  | Monica de Caro            |
| Trung Quốc             | Lizi Qi                   |
| Colombia               | Maria Naranjo             |
| Cuba                   | Freddra Reyes             |
| Séc                    | Jana Marvanova            |
| Cộng hòa Dân chủ Congo | Aliyanna Kutho            |
| Cộng hòa Dominica      | Mariell Marlene Garcia    |
| Ecuador                | Juliana Roblees           |
| Fiji                   | Nadine Roberts            |
| Phần Lan               | Sanni Antikainen          |
| Pháp                   | Maeva Balan               |
| Đức                    | Mona Schafnitzl           |
| Ghana                  | Adelaide Somuah Twum      |
| Guadeloupe             | Annaelle Ibo              |
| Hmong                  | Nikki Nsta Iab Lee        |
| Hồng Kông              | Chen Shi Man              |
| Ấn Độ                  | Sweezal Furtado           |
| Indonesia              | Baby Kristami             |
| Ý                      | Dora A. Celestino         |
| Jamaica                | Keri-Ann Amanda Greenwood |
| Nhật Bản               | Kiko Uchizone             |
| Kazakhstan             | Lyubov Fedorova           |
| Kenya                  | Margaret Arego            |
| Hàn Quốc               | Yeseul Park               |
| Liban                  | Kindness Wilson           |
| Ma Cao                 | Tang Xinyue               |
| Malaysia               | Eshwinder Kaur            |
| Mexico                 | Sol Gutierrez             |
| Moldova                | Nicolina Harea Martinov   |
| Mông Cổ                | Aminaa Norjmaa            |
| Nepal                  | Bidhi Lamsal              |
| Hà Lan                 | Lianne Raukema            |
| New Zealand            | Courtney Pierce           |
| Nigeria                | Evangel Obianuju          |
| Pakistan               | Anniqa Jamal Iqbal        |
| Ba Tư                  | Helia Jalilnezhad         |
| Philippines            | Xena Ramos                |
| Ba Lan                 | Izabela Wroblewska        |
| Bồ Đào Nha             | Daniela Marques           |
| Puerto Rico            | Ediris Rivera Berrios     |
| Samoa                  | Nicolina Ah Kuoi          |
| Singapore              | Christina Cai Meiqi       |
| Nam Phi                | Zelda Mutshotsho          |
| Tây Ban Nha            | Andrimar Gamboa           |
| Sri Lanka              | Sanduni Fernando          |
| Thụy Điển              | Petra Lind                |
| Thụy Sĩ                | Jordena Lajci             |
| Thái Lan               | Bella Pawita              |
| Tunisia                | Nada Ouji                 |
| Ukraina                | Andriana Deket            |
| UAE                    | Douaa Hamdan              |
| Hoa Kỳ                 | Lindsay Lauren Becker     |
| Venezuela              | Andrea Carolina Del Val   |
| Việt Nam               | Nguyễn Đình Như Vân       |